# Tobias Grünenfelder
Tobias Grünenfelder (Elm, 27 novembre 1977) è un ex sciatore alpino svizzero.
Inizialmente gigantista, in seguito si specializzò nelle prove veloci.
È fratello di Jürg e Corina, entrambi sciatori della nazionale elvetica.

## Biografia

### Stagioni 1995-2002
Grünenfelder, originario di Pfäffikon e attivo in gare FIS dal dicembre del 1994, esordì in Coppa Europa il 30 gennaio 1996 nello slalom speciale di Lenzerheide (35º) e in Coppa del Mondo il 5 gennaio 1997 nello slalom gigante di Kranjska Gora, senza concludere la gara. I primi punti della competizione li conquistò nella medesima specialità e nella medesima località due anni esatti dopo, quando ottenne il 24º posto.
Debuttò ai Campionati mondiali nella rassegna iridata di Vail/Beaver Creek 1999, dove fu 20º nello slalom gigante; nella medesima specialità nel 2002 in Coppa Europa ottenne a Saas-Fee il primo podio, il 18 gennaio (3º), e l'unica vittoria in carriera, il giorno seguente. Un mese più tardi prese parte ai suoi primi Giochi olimpici invernali: a Salt Lake City 2002 fu 12º nel supergigante e non completò lo slalom gigante.

### Stagioni 2003-2013
Nel 2003 ottenne il suo ultimo podio in Coppa Europa, il 31 gennaio ad Altenmarkt-Zauchensee in discesa libera (2º), partecipò ai Mondiali di Sankt Moritz (18º nello slalom gigante) e giunse per la prima volta sul podio in Coppa del Mondo, nel supergigante di Garmisch-Partenkirchen del 23 febbraio 2003. 16º nel supergigante ai Mondiali di Bormio/Santa Caterina Valfurva 2005, ai XX Giochi olimpici invernali di Torino 2006 si classificò 12º nella discesa libera, mentre ai successivi XXI Giochi olimpici invernali di Vancouver 2010, sua ultima presenza olimpica, fu 9º nel supergigante.
Il 28 novembre 2010 ottenne la unica vittoria, nonché ultimo podio, in Coppa del Mondo, nel supergigante di Lake Louise. Prese ancora parte ai Mondiali di Garmisch-Partenkirchen 2011, senza completare il supergigante, e si ritirò durante la stagione 2012-2013: la sua ultima gara di Coppa del Mondo fu la discesa libera di Kitzbühel del 26 gennaio, che chiuse al 29º posto, mentre la sua ultima gara in carriera fu il supergigante di Coppa Europa disputato a La Thuile il 9 febbraio successivo, in cui fu 18º.

## Palmarès

### Coppa del Mondo
- Miglior piazzamento in classifica generale: 29º nel 2010
- 5 podi:
  - 1 vittoria
  - 4 terzi posti

#### Coppa del Mondo - vittorie
| Data             | Località    | Paese  | Specialità |
| ---------------- | ----------- | ------ | ---------- |
| 28 novembre 2010 | Lake Louise | Canada | SG         |

Legenda:

SG = supergigante

### Coppa Europa
- Miglior piazzamento in classifica generale: 14º nel 2001
- 3 podi:
  - 1 vittoria
  - 1 secondo posto
  - 1 terzo posto

#### Coppa Europa - vittorie
| Data            | Località | Paese    | Specialità |
| --------------- | -------- | -------- | ---------- |
| 19 gennaio 2002 | Saas-Fee | Svizzera | GS         |

Legenda:

GS = slalom gigante

### Campionati svizzeri
- 10 medaglie[2]:
  - 6 ori (supergigante nel 2005; supergigante nel 2006; discesa libera nel 2007; discesa libera, supergigante nel 2009; supergigante nel 2010)
  - 2 argenti (discesa libera nel 2005; supergigante nel 2007)
  - 2 bronzi (slalom gigante nel 2006; supergigante nel 2008)